# Ondernemingsfinanciering
Ondernemingsfinanciering of corporate finance, zoals de Engelse term luidt, is een van de primaire taken van de treasury die bestaat uit het financieren van een onderneming op lange termijn. 
De treasury zal binnen de onderneming moeten opereren vanuit het oogpunt van de vermogensmarkt waar men het kapitaal moet aantrekken. De treasury zorgt ervoor dat de onderneming financierbaar blijft voor de vermogensmarkt. 
De treasury zal zich een beeld moeten vormen van de wensen van de vermogensmarkt en daarop moeten inspelen. Men zal dit doen door het ontwikkelen van een financiële strategie waardoor de financierbaarheid van de onderneming optimaal is. Echter, er zal te allen tijde een spanningsveld aanwezig zijn tussen rendement en risico van een financieringsstrategie. 

## Financieringsstrategie
Er worden drie verschillende financieringstrategieën onderkend, te weten:
- Gouden balansregel : De Gouden balansregel houdt in dat het vermogen qua looptijd zo veel mogelijk dient te worden afgestemd op de omlooptijd van de activa.
- Agressieve financiering : Deze strategie bestaat uit het financieren van de onderneming uit voornamelijk kort vermogen, met als resultaat dat de onderneming sterk rentegevoelig is.
- Conservatieve financiering : Conservatieve financiering kenmerkt zich door het feit dat de onderneming voornamelijk met lang vreemd vermogen wordt gefinancierd. Dit heeft als consequentie dat de mogelijk behaalde rendementen op het vermogen beduidend lager zijn dan de voorgaande strategieën maar het te lopen risico het kleinst is.

## Belanghebbers
De treasury is de toegangspoort voor de vermogensmarkt en zal moeten communiceren met deze vermogensmarkt. Deze communicatie zal op verschillende manieren plaatsvinden aangezien er ook verschillende partijen actief zijn op de vermogensmarkt met andere belangen en informatie-eisen.
De treasury onderhoudt relaties met de volgende partijen op de vermogensmarkt:
- directbetrokkenen;
- durfkapitaal;
- de bank;
- de publieke markt;
- beleggingsmarkt

De directbetrokkenen hebben vaak toegang tot informatie die verkregen is uit directe communicatie met het bedrijf en zijn werknemers. Voor andere partijen zal de treasury verantwoording afleggen door middel van media zoals jaarverslag en andere externe rapportages. De aanbieder van venture capital kan de meest gedetailleerde en frequente rapportage verwachten. Immers, hij verschaft een gedeelte van het eigen vermogen en loopt het meest risico. De publieke vermogensmarkt wordt alleen geïnformeerd door jaarverslagen. 
Niet alleen door officiële publicaties wordt de vermogensmarkt geïnformeerd, maar ook door elke actie die het bedrijf uitvoert en door publicaties in kranten en tijdschriften. De participanten op de vermogensmarkt hebben deze informatie nodig om vast te stellen of er een goede vermogensstructuur en of er voldoende waarde wordt gecreëerd voor de participanten.

## Vermogensstructuur
De treasury zal daarentegen proberen de vermogensstructuur zo aan te passen dat de financieringskosten minimaal zijn. De optimale vermogensstructuur is het doel van de treasury bij corporate finance. De optimale vermogensstructuur is een combinatie van eigen vermogen en vreemd vermogen of een tussenvorm van vreemd en eigen vermogen. Vreemd vermogen is goedkoper dan eigen vermogen. Echter in het geval van te veel vreemd vermogen gaan de eigen vermogensverschaffers te veel rendement eisen en zullen de vermogenskosten stijgen.
De vermogensstructuur is een uitvloeisel van een financiële strategie. Het financieel-strategisch proces, dat door de treasury wordt uitgevoerd, bestaat uit:
- het analyseren van mogelijke investerings- en financieringsbeslissingen;
- het uitvoeren van een financiële planning door het voorspellen van de toekomstige cashflows en deze door te berekenen op de financiële consequenties;
- investeringsselectie, het beslissen welke van de alternatieven gekozen moeten worden, gezien het mogelijke effect op de kasstromen en daarbij behorende risico's.